# Lina Stern
Lina Solomonowna Stern (ros. Лина Соломоновна Штерн; ur. 26 sierpnia 1878 w Lipawie, zm. 7 marca 1968 w Moskwie) – rosyjska lekarka, biochemiczka, fizjolożka.

## Życiorys
W 1895 ukończyła niemieckojęzyczne gimnazjum, od 1898 do 1903 studiowała na Wydziale Medycznym Uniwersytetu Genewskiego (Szwajcaria), następnie pracowała jako wykładowca katedry fizjologii tego uniwersytetu, w 1917 została kierownikiem katedry. W Genewie poznała wielu rosyjskich emigrantów politycznych, w tym Gieorgija Plechanowa.
W 1921 roku przedstawiła koncepcję bariery krew-mózg. W 1925 przyjechała do Moskwy, zaproszona przez akademika Aleksieja Bacha, i objęła katedrę fizjologii 2 Uniwersytetu Moskiewskiego, jednocześnie prowadząc działalność badawczą w Instytucie Medyczno-Biologicznym i Instytucie Chorób Zakaźnych im. Miecznikowa. Ponadto od 1929 pełniła funkcję dyrektora Instytutu Fizjologii Akademii Nauk ZSRR, w 1933 uzyskała stopień doktora nauk biologicznych. W 1943 została laureatką Nagrody Stalinowskiej.
Od 1938 należała do WKP(b). Członkini Żydowskiego Komitetu Antyfaszystowskiego. W 1947 władze odmówiły jej zgody na wyjazd do Genewy na zjazd Szwajcarskiego Towarzystwa Przyrodników. W 1952 wraz z innymi członkami Żydowskiego Komitetu Antyfaszystowskiego została aresztowana, następnie osadzona w więzieniu na Łubiance, później przeniesiona do więzienia Lefortowo. W lipcu 1952 Kolegium Wojskowe Sądu Najwyższego ZSRR skazało ją na 3 lata pozbawienia wolności i 5 lat zesłania. W maju 1953 zwolniono ją i zezwolono na powrót do Moskwy, w 1954 przywrócono w prawach członka Akademii Nauk ZSRR, a w 1958 zrehabilitowano.
Zmarła w 1968 i została pochowana na Cmentarzu Nowodziewiczym.